# Anders Jormin

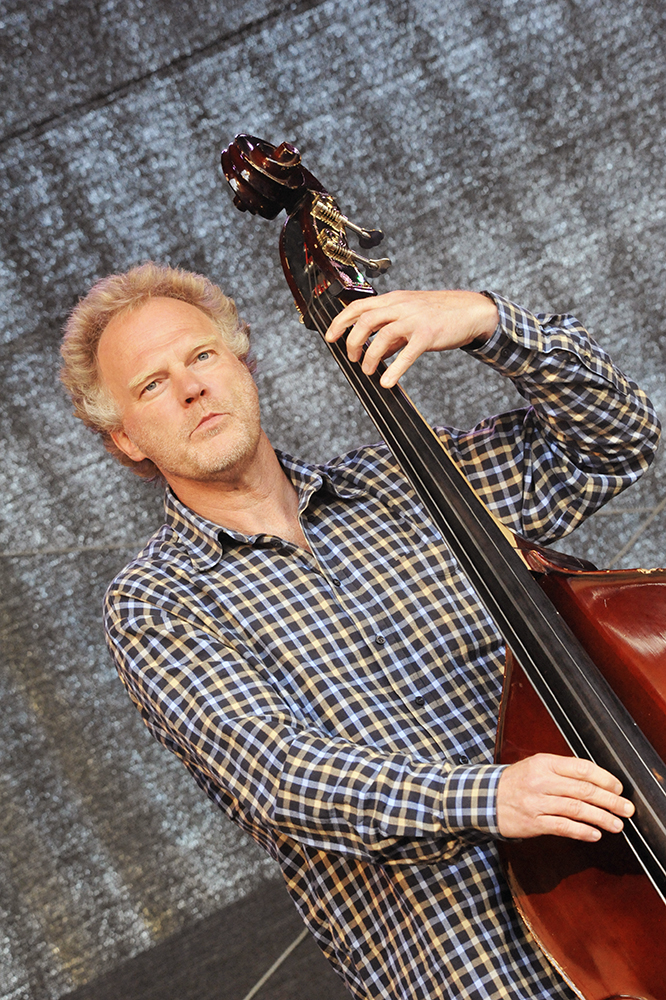
Anders Jormin (med Bobo Stenson) på Stockholm Jazz Fest 2010.

Anders Bertil Mikael Jormin, född 7 september 1957 i Jönköping, är en svensk basist och kompositör som fått flera pris: Jan Johansson stipendiet (1992), Jazzkannan (1994) och en Grammis för bästa jazz (1996) med Bobo Stenson trio. I november 2010 tilldelades han Kungl. Musikaliska Akademiens Jazzpris med följande motivering: "[F]ör ett konstnärskap av stor betydelse för den svenska jazzen [...] Med pondus, precision och lyhördhet upphäver han gränsen mellan lågmäld, melodisk eftertanke och ögonblickets expressiva intensitet. Ett tilltal som är djupt personligt och ett förhållningssätt till improvisation präglat av kompromisslöshet har gjort honom till en musiker med stor internationell lyskraft".
Anders Jormin har spelat och turnerat internationellt med bland andra Charles Lloyd, Elvin Jones, Don Cherry, Lee Konitz, Joe Henderson, Paul Motian, Rita Marcotulli, Norma Winstone, Mike Manieri, Mats Gustafsson, Albert Mangelsdorff, Dino Saluzzi, Marilyn Crispell  och Kenny Wheeler. Bland svenska konstellationer märks Rena Rama, Bobo Stenson trio och Anders Jormins egen ensemble, Ad Lucem.
Anders Jormin är också en uppskattad pedagog som undervisar i kontrabas och improvisation. Vid sidan av sitt arbete på Högskolan för scen och musik vid Göteborgs universitet, där han är professor, ger han även master classes runt om i världen. 1995–1997 hade han en gästprofessur vid Sibelius-Akademin i Helsingfors och är sedan 2003 ledamot av Kungliga Musikaliska Akademien. Anders Jormin är också utnämnd till hedersdoktor på både Sibelius-Akademin och Musik- och teaterakademin i Tallinn, Estland.

## Bakgrund
Anders Jormin växte upp i en musikalisk familj med en far som var professionell jazzmusiker och lärde sig hur jazzstandards framförs redan tidigt . Trots jazzinfluenser studerade han mest klassisk musik på piano och kontrabas i början, bland annat i Göteborg. Han uppskattade även folkmusik och det blev naturligt att så småningom kombinera klassisk musik med folkmusik och jazz. Under slutet av 1970-talet började han ta plats på jazzscenen i Göteborg. I samband med att han släppte sin första skiva som ledare, Nordic Light, träffade han pianisten Bobo Stenson. Samarbetet med Bobo Stenson gjorde att han i början på 1990-talet kom i kontakt med amerikanske saxofonisten Charles Lloyd och så småningom polske trumpetaren Tomasz Stanko, med vilka han spelar på ett flertal skivor på den tyska etiketten ECM.
Anders Jormins bror är slagverkaren och pianisten Christian Jormin.

## Priser och utmärkelser
- 1992 – Jan Johansson-stipendiet
- 1994 – Jazzkannan
- 2003 – Ledamot av Kungliga Musikaliska Akademien
- 2010 – Kungliga Musikaliska Akademiens Jazzpris
- 2010 – Jazzkatten, ”Årets Guldkatt”[5]

## Diskografi
Som ledare
- 1984 – Nordic light (musikalbum) (Dragon)
- 1988 – Eight Pieces (Dragon)
- 1991 – Alone (Dragon)
- 1995 – Jord (Dragon)
- 1996 – Opus apus (LJ Records)
- 1997 – Once (Dragon)
- 1999 – Silvae (Dragon)
- 2001 – Xieyi (ECM)
- 2004 – In Winds, in Light (ECM)
- 2005 – Aviaja (Footprint)
- 2011 – Songs in Meantone med Karin Nelson och Jonas Simonson (Footprint)
- 2012 – Ad Lucem (ECM)
- 2013 – Between Always and Never (Swedish Society)
- 2013 – Provenance med Christian Jormin (Footprint)

Med Charles Lloyd
- 1992 – Notes from Big Sur (ECM)
- 1993 – The Call (ECM)
- 1995 – All My Relations (ECM)
- 1997 – Canto (ECM)

Med Bobo Stenson Trio
- 1987 – Very Early (Dragon)
- 1996 – Reflections (ECM)
- 1998 – War Orphans (ECM)
- 1999 – Serenity (ECM)
- 2005 – Goodbye (ECM)
- 2008 – Cantando (ECM)

Med Lena Willemark
- 2014 – Years
- 2015 – Trees of Light